# アナンガ・ランガ
アナンガ・ランガは1172年頃に書かれたインドの性技マニュアルであり、『カーマ・スートラ』『ラティラハスヤ』と並んでインド3大性典のひとつとされる。この本は特に夫婦の別離を防ぐ目的で書かれた。著者はカルヤーナマラである。
この書はしばしばカーマ・スートラと比べられる。アナンガ・ランガの一部はカーマ・スートラから取られている部分もある。
最も知られた英語版は、リチャード・フランシス・バートンによる1885年の翻訳である。

## 内容
（バートン訳『アナンガ・ランガ』からの日本語訳）
- 第1章: 女性の4階級の考察
- 第2章: 女性における情熱の様々な源について
- 第3章: いろんな男女について
- 第4章: 一般に考えられている、女性の性質、特質、気質などの記述
- 第5章: いろんな土地における女性の特質
- 第6章: Vashikaranaの扱い方
- 第7章: 男性および女性における様々な兆候について
- 第8章: 愛撫法
- 第9章: いろんな体位における楽しみ方
- 付録1: 結婚に関連する占星術
- 付録2: （死んでしまうかもしれない、もしくは治療法として全く効果の無い、またはその両方である、いろんな錬金術法の考察）―愛の妙薬（惚れ薬）など